# Падение Трои (фильм)

Кадр из фильма «Падение Трои»

«Падение Трои» (итал. La caduta di Troia) — итальянский короткометражный немой художественный фильм 1911 года режиссёрами Джованни Пастроне и Луиджи Романо Боргнетто по сценарию Джованни Пастроне.
Фильм снят на студии «Itala».

## Сюжет
Один из первых фильмов, рассказывающих об истории падения Трои. Сюжет фокусируется на бурных отношениях между Еленой Прекрасной и Парисом. Их роману помогает Афродита.
Парис соблазняет Елену, царицу Спарты, и отвозит её в Трою, город-государство своего отца, короля Приама. Греки объявляют войну троянцам, после десяти лет осады, им, наконец, при помощи с деревянного коня удается ворваться в город.
Эффектные съёмки, фантастические костюмы и внушительный троянский конь передают эпическую природу этой вечной истории.

## Производство
Более 800 актёров были вовлечены в съемку, поэтому фильм был провозглашён самым амбициозным проектом, который ещё никто не пытался воплотить в мире кино.

## В главных ролях
- Луиджи Романо Боргнетто
- Джованни Касаледжио
- Madame Davesnes — Елена Прекрасная
- Эмиль Галло — царь
- Ольга Джанини Новелли
- Джулио Вина́

Фильм «Падение Трои» снят на 600 м киноплёнке в 1910 году, вышел на экраны в 1911 году.
Хотя фильм «Падение Трои» не пользовался большой популярностью в Италии, он добился больших успехов за рубежом, в том числе в США. Это позволило Джованни Пастроне открыть филиал своей киностудии «Itala» в Нью-Йорке.

## Реставрация
В 2005 году фильм был восстановлен фильмотекой Cineteca di Bologna при сотрудничестве с Музеем кинематографа в Турине и Cineteca del Friuli. Реставрация была проведена Лабораторией «L’Immagine Ritrovata».